# 市川三升
五代目 市川 三升（いちかわ さんしょう、1880年（明治13年）10月31日 - 1956年（昭和31年）2月1日）は、大正から昭和の中頃にかけての歌舞伎役者。屋号は成田屋。定紋は三升、替紋は杏葉牡丹。本名は堀越 福三郎（ほりこし ふくさぶろう）。
堅気の銀行員から恋愛結婚で市川宗家に婿養子に入り、やがて宗家としての自覚から30近くになって歌舞伎役者に転向した異色の人物として知られる。「五代目」とありながら、実際にこの「市川三升」の名跡を名乗ったのはこの堀越福三郎ただ一人なので、通常は単に市川 三升（いちかわ さんしょう）と呼ぶことが多い。また死後に追贈された十代目 市川團十郎（じゅうだいめ いちかわ だんじゅうろう）としても知られる。俳名は夜雨。

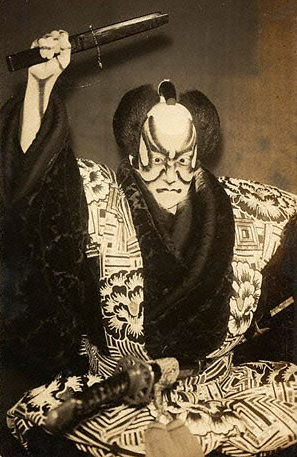
『嫐』の甲賀三郎

## 来歴
1880年（明治13年）、稲延利兵衛の次男として日本橋の商家に生れ、慶應義塾（現・慶應義塾大学）に学ぶ。卒業後、日本通商銀行に就職。1901年九代目市川團十郎の長女実子（じつこ・二代目市川翠扇）と恋愛結婚し、市川宗家に婿養子として入る。
2年後の1903年に九代目が死去。九代目には男児がおらず跡継ぎ候補だった市川新蔵はすでに死別しており後継者不在の事態に陥っていた。
市川宗家に入ったという事情もあり、その後、市川一門の猛反対を押し切って29歳にして役者を志し、上方や旅芝居で修行。1910年（明治43年）6月に初代中村鴈治郎に弟子入りし林長平と名乗り7月、「銭屋五兵衛」の加賀お金御用達の役で初舞台を踏んだ。10月には鴈治郎の後援で大阪中座『菅原伝授手習鑑・車引』の仕丁を本名で勤め、大歌舞伎の舞台にも立つようになる。1917年（大正6年）11月、東京歌舞伎座において『矢の根』の曽我五郎で五代目市川三升を襲名した。かりそめにも市川宗家を継ぐ者であり、それ相応の重みがある名跡が求められたが、さりとて累代相伝の由緒ある名跡をにわか仕立ての「素人」役者に襲名させるのももどかしかった。そこで九代目の例にならって「三升」を名乗らせることとし、しかも過去にこの「三升」を俳号に用いたことのある四人の團十郎に初代から四代目を振って、当代は五代目ということにした（後述）。
28歳で銀行員から転職して歌舞伎役者となった経緯から、口跡が特異で芸も堅く、大向うからは「銀行員！」と掛け声がかかるほどで、大成はしなかった。本人もそのことをよくわきまえていたが、市川團十郎不在の市川宗家にあってその代つなぎとしての自覚は強く、九代目死去後は一転『外郎売』『解脱』（げだつ）『不破』（ふわ）『象引』『押戻』『嫐』（うわなり）『七つ面』『蛇柳』（じゃやなぎ）などの絶えていた歌舞伎十八番を次々に復活上演。その半生を意欲的な舞台活動と研究に費やし、市川宗家の家格を守り抜いた。
その演目や舞台上の役者としての評価とはまた別に、真面目な勉強家で銀行員として社会経験も積んできた三升の人間性はよく、なおかつ書画・骨董・俳句・音曲・古典など幅広く深い教養を持つ当時の歌舞伎界では有数のインテリであり、歌舞伎の枠を超えて様々な文化人や政財界人との交友関係を持つ人物でもあり、粋人として役者仲間内でも一目置かれる存在であった。三升は市川宗家（堀越家）の探しにも執念も燃やし、初代團十郎の先祖について記された「堀越系図」を発見することに成功した。
また、その博識や伝手なども活かして、九代目が築き上げた歌舞伎界と政財界との繋がりの維持発展に努め、敗戦直後の厳しい時期にも政財界に後ろ楯となってもらう事で、江戸歌舞伎の伝統を支え守り続ける一翼を担った。舞台の外の事とは言え、この様な形で三升が江戸歌舞伎の世界に残した功績は決して小さなものではなく、戦後、江戸歌舞伎とは対照的に関西歌舞伎が確たる後ろ盾も得られないまま内部崩壊して長きにわたる凋落に陥ったことを考えれば（関西歌舞伎#凋落の時代も参照）、尚更のことである。
三升と妻の実子との間には子供は生まれず1939年11月18日市川家の縁に繋がる松本本家から、七代目松本幸四郎（九代目の弟子でもある）の30歳の長男・治雄（九代目高麗蔵）が養子として市川宗家に迎えられた。高麗蔵は翌年の5月東京歌舞伎座の「奉祝紀元二千六百年五月興行大歌舞伎」で、九代目市川海老蔵を襲名した。
最晩年は結核を患い、神奈川県二宮町で療養した。1956年2月1日死去。75歳没。死後、告別式の場で養子の九代目海老蔵が、三升の生前の功績を評価して「十代目市川團十郎」を追贈した。墓所は青山霊園。

## 名跡としての「市川三升」
｢三升」は二代目市川團十郎の俳名に由来する。この二代目と、四代目、五代目、七代目の團十郎は、それぞれ「三升」を俳名として使ったが、実際にこれを名跡として襲名することはなかった。
「三升」をはじめて名跡に使ったのは後の九代目團十郎だが、このときは「河原崎三升」だった。実際に「市川三升」を名跡に使ったのは、後にも先にも五代目三升ただ一人である。この五代目三升が自著のなかで、養父・九代目團十郎のことを「先代の三升」と表している節があることから、「河原崎三升」をして「四代目市川三升」とする説もあるが、理屈上「四代目市川三升」に当てられているのは「三升」の俳号を使った四人目の人物である七代目團十郎である。
- （初代 市川三升）
  - 初代市川團十郎の長男、1688–1758。
  - 初代市川九蔵 → 二代目市川團十郎（俳名：初代三升）→ 二代目市川海老蔵

- （二代目 市川三升）
  - 初代の養子（あるいは実子）、1711–78。
  - 二代目松本幸四郎 → 四代目市川團十郎（俳名：二代目三升）→ 二代目松本幸四郎 → 三代目市川海老蔵

- （三代目 市川三升）
  - 二代目の子、1741–1804。
  - 三代目松本幸四郎 → 五代目市川團十郎（俳名：三代目三升）→ 市川蝦蔵 → 成田屋七左衛門 → 市川白猿

- （四代目 市川三升）
  - 三代目の孫、1791–1859。
  - 初代市川新之助 → 市川ゑび蔵 → 七代目市川團十郎（俳名：四代目三升）→ 五代目市川海老蔵(江戸追放中は成田屋七左衛門、幡谷重蔵、市川白猿といった変名も使用)

- （河原崎三升）
  - 四代目の五男、1838–1903。市川宗家に生まれながら、生後間もなく河原崎座の座元・六代目河原崎権之助の養子に出される。河原崎座が1855年に焼失すると、その後には本櫓の森田座が再建されたため、河原崎家は芝居小屋なき座元として衰微した。七代目権之助は非業の死を遂げた養父の遺志を継いで1874年に河原崎座を再興、これを置き土産に市川宗家に戻って九代目市川團十郎を襲名する。「河原崎三升」とは文字通り養家の名字「河原崎」と実家の俳名「三升」を結合させたもので、九代目が河原崎座座元から市川宗家に転身する過渡期の約10ヵ月間にのみ名乗った名跡である。よって通常歴代には数えない。
  - 三代目河原崎長十郎 → 初代河原崎権十郎 → 七代目河原崎権之助 → 河原崎三升 → 九代目市川團十郎

## 伝記ほか
- 中村雅之 『空白の團十郎　十代目とその家族』筑摩選書、2024年
- 服部幸雄『市川團十郎代々』講談社、2002年／講談社学術文庫、2020年
- 西山松之助『市川団十郎』、吉川弘文館〈人物叢書〉、新装版1987年

## 注
1. ↑  一般に1882年生とされているが、服部幸雄『市川団十郎代々』に、明治13年、14年説もあるとあり、西山松之助『市川団十郎』では、1910年に三升を襲名した際満30歳とある。
2. ↑  十七代目市村羽左衛門は、1985年（昭和60年）の十二代目市川團十郎襲名披露口上の中で、三升夫妻を『十代目さんご夫婦』と呼んでいる。
3. ↑  『團十郎と海老蔵』江宮隆之　学研新書　2011年